# Новотроицкий сельсовет (Татарский район)
Новотроицкий сельсовет — сельское поселение в Татарском районе Новосибирской области Российской Федерации.
Административный центр — село Новотроицк.

## История
Статус и границы сельского поселения установлены Законом Новосибирской области от 2 июня 2004 года № 200-ОЗ «О статусе и границах муниципальных образований Новосибирской области»

## Население
| 2002 | 2010 | 2012 | 2013 | 2014 | 2015 | 2016 |
| ---- | ---- | ---- | ---- | ---- | ---- | ---- |
| 548  | ↘448 | ↘429 | ↘404 | ↘398 | →398 | ↘395 |
| 2017 | 2018 | 2019 | 2020 | 2021 |      |      |
| ↗396 | ↘387 | →387 | ↘381 | ↘371 |      |      |

## Состав сельского поселения
| № | Населённый пункт | Тип населённого пункта       | Население |
| - | ---------------- | ---------------------------- | --------- |
| 1 | Нововознесенка   | деревня                      | ↘60       |
| 2 | Новотроицк       | село, административный центр | ↘286      |
| 3 | Чаны-Сакан       | деревня                      | ↘102      |